# Maze Mania
Maze Mania, a volte scritto Mazemania, è un videogioco ambientato in un labirinto nello stile di Pac-Man, pubblicato nel 1989 per Amstrad CPC, Commodore 64 e ZX Spectrum dalla Hewson. All'epoca alcune riviste lo ritennero in parte simile a Pac-Mania o a Skweek.

## Modalità di gioco
Il giocatore controlla un essere tondeggiante con le gambe chiamato Flippo. Ogni livello è un labirinto con visuale dall'alto, grande come diverse schermate, con scorrimento orizzontale e verticale.
Flippo può muoversi nelle quattro direzioni e quando passa su ciascuna delle mattonelle che compongono il pavimento dei percorsi la fa rovesciare e cambiare colore (il nome Flippo deriva presumibilmente dall'inglese flip, capovolgere). Scopo del gioco è far diventare tutte le mattonelle di un certo colore.
Su alcune mattonelle bisogna passare più volte per ottenere il colore giusto, altre cambiano colore solo se attraversate in una certa direzione, altre ritornano al colore di prima se Flippo ci passa sopra di nuovo. Alcune mattonelle mancano e Flippo deve evitare questi buchi, altrimenti precipita nel vuoto sottostante e perde una vita.
Ci sono anche dei passaggi per collegare direttamente il lato destro e il lato sinistro del labirinto, come in Pac-Man.
Il labirinto è infestato da creature di vario aspetto che vagano in modo apparentemente casuale, e se toccano Flippo riducono la sua barra dell'energia fino a fargli perdere eventualmente una vita. I nemici possono sorvolare senza problemi i buchi.
Flippo ha la capacità di saltare, che può usare per evitare sia i buchi, sia i nemici, ma non per scavalcare le pareti. Può anche cambiare direzione e girare angoli mentre è in aria.
Si possono incontrare delle icone da raccogliere per ottenere alcuni power-up temporanei (es. invulnerabilità su Commodore, possibilità di uccidere i nemici saltandoci sopra su Spectrum) oppure vincere una vita.
Una volta completate tutte le mattonelle appare un'uscita da raggiungere per passare al livello successivo. I livelli hanno forme sempre differenti e variano anche i temi grafici.
Solo su Commodore 64, tra un livello e l'altro c'è un intermezzo bonus, che si svolge su un'area più piccola con mattonelle scorrevoli.